# Монтировка телескопа
Монтиро́вка телеско́па (также опо́рно-поворо́тное устро́йство (ОПУ́) телеско́па) — поворотная опора приборов для наблюдения за небесными объектами (например, телескопов или астрографов). Монтировка позволяет наводить телескоп на нужный объект, а при длительном наблюдении или фотографировании — компенсировать суточное вращение Земли.
Название «монтировка телескопа» более распространено в астрономии, а «опорно-поворотное устройство телескопа» — в машиностроении.

## Типы монтировок и их устройство
Монтировка состоит из двух взаимно перпендикулярных осей для наводки телескопа на объект наблюдения. Также монтировка может содержать приводы и системы отсчёта углов поворота. Устанавливается монтировка на какое-либо основание: колонну, треногу или фундамент.

### Альт-азимутальная монтировка
Простейшая монтировка — альт-азимутальная — похожа на алидаду теодолита или штативную головку фотоаппарата. У неё первая ось вертикальна, вторая горизонтальна. Альт-азимутальная монтировка легка, компактна и дешева, но обладает существенным минусом.
Земля вращается вокруг оси, поэтому на фотографиях звёздного неба с длительными (от нескольких секунд и более) выдержками вместо изображения звёзд получаются треки их перемещения по небосводу. Поскольку «серьёзные» телескопы предназначены именно для фотографирования, а не для визуального наблюдения, наводку телескопа приходится корректировать одновременно по трём осям: азимут, угол места и поворот фотоматериала.
Альт-азимутальная монтировка применяется в современных больших телескопах: вертикальное расположение одной из осей позволяет значительно уменьшить и упростить по характеру деформации системы под действием силы тяжести, что важно при значительной массе телескопа. Наводкой управляет сложный вычислительный комплекс.
У альт-азимутальной монтировки есть «мёртвая точка» — зенит. Чтобы заснять объект, пролетающий через зенит, приходится очень быстро поворачивать телескоп по азимуту. Если это технически невозможно, объект, разумеется, потерян.
Альт-азимутальная монтировка популярна в любительской астрономии, так как позволяет сделать телескоп большим (вплоть до полуметра), но дешёвым и транспортабельным. Компенсация вращения не предусматривается вообще.

### Экваториальная монтировка
Если же нужно компенсировать вращение Земли без компьютеров и сервомоторов, используют экваториальную монтировку. Одна ось поворота параллельна земной оси, вторая — перпендикулярна ей. Чтобы удерживать в поле зрения одну и ту же точку неба, достаточно вращать прибор вокруг одной оси со скоростью 1 оборот за 23 часа 56 минут 4 секунды (звёздные сутки) — часовым механизмом или электродвигателем с редуктором.
Однако экваториальная монтировка сложнее, массивнее и дороже в изготовлении. Кроме того, такая монтировка имеет конструктивные ограничения при использовании в приполярных широтах, а иногда — в районе небесного меридиана (линии от зенита до полюса). Мёртвой точкой экваториальной монтировки является, естественно, полюс мира (северный или южный, в зависимости от полушария). Это самая удачная из всех возможных мёртвых точек — теоретически через полюс может пройти лишь небольшое тело наподобие кометы, метеорита или спутника.

## Редкие и специализированные монтировки

### Неподвижный телескоп
Таковы, например, зенитные телескопы, которые смотрят прямо вверх. Зенитные телескопы широко применялись для исследования вращения Земли, пока не были заменены более точными инструментами.
У зенитных телескопов бывает жидкое зеркало, предельно дешёвое, однако вообще не позволяющее наклонять телескоп.

### С фиксированным углом места — 1 ось
Азимутальные телескопы поворачиваются вокруг вертикальной оси, но зафиксированы по углу места. Это позволяет обозреть всё или почти всё небо, однако любое конкретное светило можно увидеть только в короткий интервал, когда оно проходит через данный угол места. Таковым является Большой южноафриканский телескоп, оптимизированный для обозрения Магеллановых облаков.

### Пассажная — 1 ось
Пассажные инструменты, наоборот, поворачиваются вверх-вниз по углу места, но зафиксированы на один азимут. Служат для точного определения момента прохождения светила через определённую плоскость.
Пассажная монтировка также применяется в особо крупных радиотелескопах, которые из соображений прочности не стоит поворачивать более чем по одной оси.

### Альт-альт монтировка— 2 оси
Имеет две горизонтальных оси на манер карданного подвеса. У альт-альт монтировки есть две мёртвых точки на горизонте — в направлении основной оси (например, на севере и юге). Столь же громоздка, как экваториальная, и потому применяется для специфических задач (например, сопровождения спутников).
С повышением качества обработки зеркал трубы телескопов постепенно укорачиваются — поэтому периодически поступают предложения делать крупные телескопы (как любительские, так и профессиональные) на альт-альт и альт-альт-азимутальной монтировке. Однако среди многометровых телескопов мирового уровня не известно ни одного альт-альт.

### Альт-альт-азимутальная монтировка — 3 оси
Сочетает альт-азимутальную и альт-альт монтировку. Задача наводки такого телескопа имеет много решений, и, если выбирать наиболее удачное из них, можно вообще не попадать в мёртвые точки. Из-за сложности также считается специализированной монтировкой. Позволяет сопровождать спутник, движущийся по любой круговой орбите, поворачивая всего одну ось, или произвольно поворачивать фотоматериал. Поэтому применена в комплексе «Окно».

### «Дверь от сарая» — 3 оси
«Дверь от сарая» — любительский суррогат экваториальной монтировки. На треноге закреплены две доски, соединённые шарниром. На верхней доске — любая подходящая штативная головка. Шарнир располагают вдоль земной оси, затем фотоаппарат наводят на звезду и включают устройство слежения (чаще всего шаговый мотор с резьбовой шпилькой). Уже при работающем моторе дистанционным пультом включают затвор фотоаппарата.

### Шестиногая монтировка
Позволяет точно управлять телескопом с компьютера, однако управляющие сигналы довольно сложны.
Применяется крайне редко, некоторые из телескопов с такой монтировкой:
- «Гексапод» («Шестиножник»), 1,5-метровый телескоп, Чили
- Массив анизотропии реликтового излучения им. Ли Юаньчжэ, радиоинтерферометр из 13 элементов (с возможностью расширения до 19) на поворотной 6-метровой платформе, Австралия+Тайвань (расположен на Гавайях).